# 黄光汉 (解放军)
黄光汉（1945年7月—），湖北武昌人，中华人民共和国军事人物，中国人民解放军少将。第十届全国人大代表。1961年入伍，曾任成都军区副参谋长、云南省军区司令员。